# 1981 en Inde
Chronologie de l'Inde
- 1977
- 1978
- 1979
- 1980
- 1981
- 1982
- 1983
- 1984
- 1985

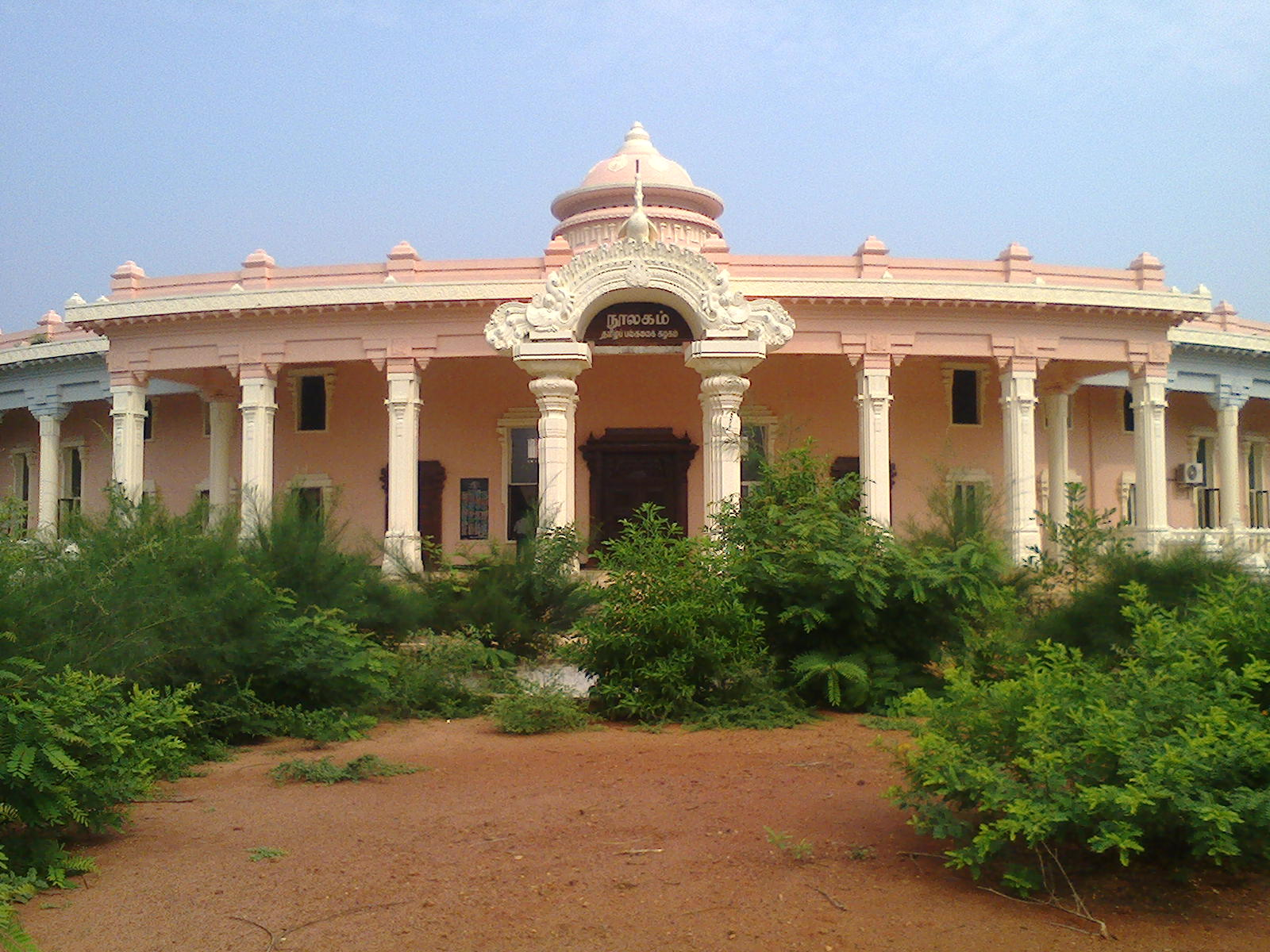
Création de l'université tamoule à Thanjavur (photo de la façade de la bibliothèque).

Cette page concerne les évènements survenus en 1981 en Inde :

## Évènement
- Recensement de l'Inde (en)
- février à août : Les loups de Hazaribagh (en), une meute de cinq loups mangeurs d'hommes tue 13 enfants âgés de 4 à 10 ans. Leur territoire de chasse était de 7 km2 autour de la ville de Hazaribagh, au Bihar, à l'est de l'Inde.
- 7 février : Incendie du cirque de Bangalore.
- 14 février : Phoolan Devi, future personnalité politique entame son parcours de brigandage.
- 19 février : Conversions de Meenakshipuram (en).
- 6 juin : Accident ferroviaire au Bihar
- juillet : Empoisonnements par l'alcool au Karnataka.
- 29 septembre : Détournement du vol 423 d'Indian Airlines (en)
- 20 novembre : Lancement du satellite Bhaskara 2.

## Cinéma
- 28e cérémonie des Filmfare Awards
- 28e cérémonie des National Film Awards (en)
- Création des Prix Cinéma Express (en)
- Les films Kranti (en), Naseeb (en) , Meri Aawaz Suno (en), Laawaris (en) et Love Story (en) sont classés premiers au box-office pour l'année 1981.
- Sortie de film :
  - À la recherche de la famine
  - Chakra
  - Délivrance
  - Ek Duuje Ke Liye
  - Kalyug
  - Silsila
  - Umrao Jaan

## Littérature
- Chhinnamastar Abhishap (en), roman de Satyajit Ray.

## Sport
- 10-20 novembre : Championnat d'Asie masculin de basket-ball à Calcutta.
- 25 juillet-3 août : Participation de l'Inde aux Jeux mondiaux (en) de Santa Clara (Californie).

## Création
- Infosys
- Polytechnique Arasan Ganesan (en)
- Université tamoule (en) à Thanjavur

## Dissolution
- Pasumpon Forward Bloc (en), parti politique.
- Sikkim Janata Parishad (en), parti politique.
- The Mail, quotidien.